# كونستنت بيير
كونستنت بيير (بالفرنسية: Constant Pierre)‏ هو عالم موسيقى فرنسي، ولد في 24 أغسطس 1855 في باسي ‏ في فرنسا، وتوفي في 12 فبراير 1918.